# Schaller Electronic GmbH

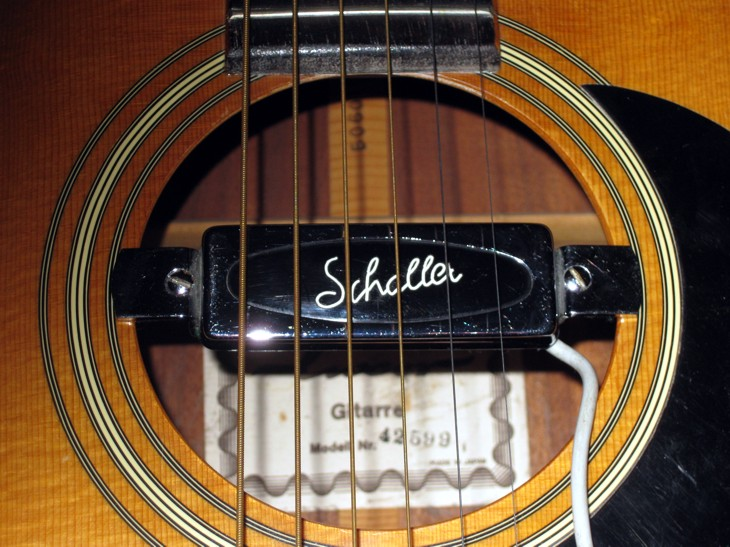

Schaller GmbH – небольшая компания, которая возникла на музыкальном рынке в 1945 году. Её штат насчитывает 130 высококвалифицированных рабочих, с помощью которых фирма изготавливает свою продукцию полностью автономно.
Schaller  снабжает крупнейших мировых производителей гитар, таких как Fender, Gibson, Paul Reed Smith, Rickenbacker, MusicMan  колками, звукоснимателями, бриджами, тремоло и прочими элементами.